# Ragazzi (atletica leggera)
La categoria ragazzi (o ragazze per le femmine), a livello internazionale denominata under 14, è una suddivisione dell'atletica leggera stabilita in base all'età dalle federazioni nazionali. Comprende tutti gli atleti dai 12 ai 13 anni compiuti nell'anno in cui gareggiano per la categoria. È compresa nelle categorie giovanili, pertanto un ragazzo può gareggiare solo con atleti della sua categoria, in manifestazioni a livello provinciale, regionale o interregionale e in rari casi in una gara nazionale. I ragazzi, data la loro giovane età, non possono usufruire delle scarpe chiodate ai fini di aumentare la loro aderenza con la pista e migliorare le loro prestazioni, bensì solo scarpe da ginnastica o running. 

## Discipline
Nella categoria ragazzi il numero di discipline possibili è notevolmente ridotto rispetto alle categorie assolute (allievi, juniores, promesse, seniores e master).
Nella velocità i 100 metri piani si riducono a 60, così come l'unica gara con ostacoli (i 60 metri ostacoli) si articola sulla stessa distanza. Il mezzofondo comprende i 1000 metri piani e occasionalmente i 600 metri piani. Del tutto assenti sono le siepi, il salto triplo (sostituito molto raramente da quello quadruplo) e, nei lanci, il martello e il giavellotto, quest'ultimo sostituito dal vortex. Nel getto del peso l'attrezzo è di 2 kg per entrambi i sessi.
Le staffette regolamentari sono la 4×100 m e la 3×800 m, ma a differenza delle altre categorie, nel caso in cui non fossero rispettate le zone di cambio entro cui è obbligatorio effettuare il passaggio del testimone, non è prevista la squalifica. Le prove multiple sono generalmente di due tipi, ma possono variare in base alle decisioni dei comitati regionali: il primo è costituito da 60 m - salto in lungo - getto del peso, mentre il secondo prevede i 60 hs - salto in alto - lancio del vortex.